# 1993年全米オープン (テニス)
1993年 全米オープン（1993ねんぜんべいオープン、US Open 1993）は、アメリカ・ニューヨークマンハッタンにある「USTAナショナル・テニスセンター」にて、1993年8月30日から9月12日にかけて開催された。

## シード選手

### 男子シングルス
1. ジム・クーリエ　（4回戦）
2. ピート・サンプラス　（優勝、3年ぶり2度目）
3. ステファン・エドベリ　（2回戦）
4. ボリス・ベッカー　（4回戦）
5. セルジ・ブルゲラ　（1回戦）
6. ミヒャエル・シュティヒ　（1回戦）
7. マイケル・チャン　（ベスト8）
8. アンドレイ・メドベデフ　（ベスト8）
9. ペトル・コルダ　（1回戦）
10. リカルド・クライチェク　（4回戦）
11. ゴラン・イワニセビッチ　（2回戦）
12. トーマス・ムスター　（ベスト8）
13. イワン・レンドル　（1回戦）
14. アレクサンドル・ボルコフ　（ベスト4）
15. セドリック・ピオリーン　（準優勝）
16. アンドレ・アガシ　（1回戦）

### 女子シングルス
1. シュテフィ・グラフ　（優勝、4年ぶり3度目）
2. アランチャ・サンチェス・ビカリオ　（ベスト4）
3. マルチナ・ナブラチロワ　（4回戦）
4. コンチタ・マルチネス　（4回戦）
5. ガブリエラ・サバティーニ　（ベスト8）
6. （大会開始前に棄権）
7. ジェニファー・カプリアティ　（1回戦）
8. ヤナ・ノボトナ　（4回戦）
9. アンケ・フーバー　（3回戦）
10. マグダレナ・マレーバ　（4回戦）
11. マニュエラ・マレーバ・フラニエール　（ベスト4）
12. ヘレナ・スコバ　（準優勝）
13. マリー・ピエルス　（4回戦）
14. ナタリー・トージア　（4回戦）
15. アマンダ・クッツァー　（3回戦）
16. ジーナ・ガリソン　（3回戦）

## 大会経過

### 男子シングルス
準々決勝
- セドリック・ピオリーン vs.  アンドレイ・メドベデフ　6-3, 6-1, 3-6, 6-2
- ウォリー・マスー vs.  マグナス・ラーソン　6-2, 7-5, 7-5
- アレクサンドル・ボルコフ vs.  トーマス・ムスター　7-6, 6-3, 3-6, 2-6, 7-5
- ピート・サンプラス vs.  マイケル・チャン　6-7, 7-6, 6-1, 6-1

準決勝
- セドリック・ピオリーン vs.  ウォリー・マスー　6-1, 6-7, 7-6, 6-1
- ピート・サンプラス vs.  アレクサンドル・ボルコフ　6-4, 6-3, 6-2

### 女子シングルス
準々決勝
- シュテフィ・グラフ vs.  ガブリエラ・サバティーニ　6-2, 5-7, 6-1
- マニュエラ・マレーバ・フラニエール vs.  伊達公子　7-5, 7-5
- ヘレナ・スコバ vs.  カテリナ・マレーバ　6-4, 6-7, 6-3
- アランチャ・サンチェス・ビカリオ vs.  ナターシャ・ズベレワ　3-0 （途中棄権）

準決勝
- シュテフィ・グラフ vs.  マニュエラ・マレーバ・フラニエール　4-6, 6-1, 6-0
- ヘレナ・スコバ vs.  アランチャ・サンチェス・ビカリオ　6-7, 7-5, 6-2

## 決勝戦の結果
- 男子シングルス： ピート・サンプラス vs.  セドリック・ピオリーン　6-4, 6-4, 6-3
- 女子シングルス： シュテフィ・グラフ vs.  ヘレナ・スコバ　6-3, 6-3
- 男子ダブルス： ケン・フラック＆ リック・リーチ vs.  マルティン・ダム＆ カレル・ノバチェク　6-7, 6-4, 6-2
- 女子ダブルス： アランチャ・サンチェス・ビカリオ＆ ヘレナ・スコバ vs.  アマンダ・クッツァー＆ イネス・ゴロチャテギ　6-4, 6-2
- 混合ダブルス： トッド・ウッドブリッジ＆ ヘレナ・スコバ vs.  マーク・ウッドフォード＆ マルチナ・ナブラチロワ　6-3, 7-6

## みどころ
- 女子シングルスで、伊達公子が日本人女子選手として史上初のベスト8進出を果たした。この大会ではノーシード選手であった伊達は、3回戦で第9シードのアンケ・フーバーを 6-3, 6-2 で破り、4回戦では当年度のウィンブルドン準優勝者ヤナ・ノボトナを 6-4, 6-4 で破って勝ち進んだが、準々決勝で第11シードのマニュエラ・マレーバ・フラニエールに 5-7, 5-7 で敗れた。伊達のこの活躍をきっかけに、日本女子テニス界の躍進にさらなる弾みがついた。
- 男子シングルス優勝者のピート・サンプラスは、大会最年少優勝記録を樹立した1990年以来3年ぶり2度目の優勝。サンプラスはウィンブルドンに続く4大大会2連勝をマークした。準優勝者のセドリック・ピオリーンは、4回戦で第1シードのジム・クーリエを破って世界的な知名度を獲得したが、フランス人の男子テニス選手として1928年のアンリ・コシェ（1901年 - 1987年）以来69年ぶりとなる全米優勝のチャンスを逃した。
- この大会では、ヘレナ・スコバが女子シングルス・女子ダブルス・混合ダブルスの3部門で決勝に進出した。スコバは女子ダブルスと混合ダブルスの2部門で優勝したが、女子シングルスではシュテフィ・グラフに敗れた。これでスコバは全豪オープンで1984年と1989年、全米オープンで1986年と1993年の準優勝になり、4大大会の女子シングルスは4度の準優勝で止まった。